# Josep Maria Coll i Bacardí

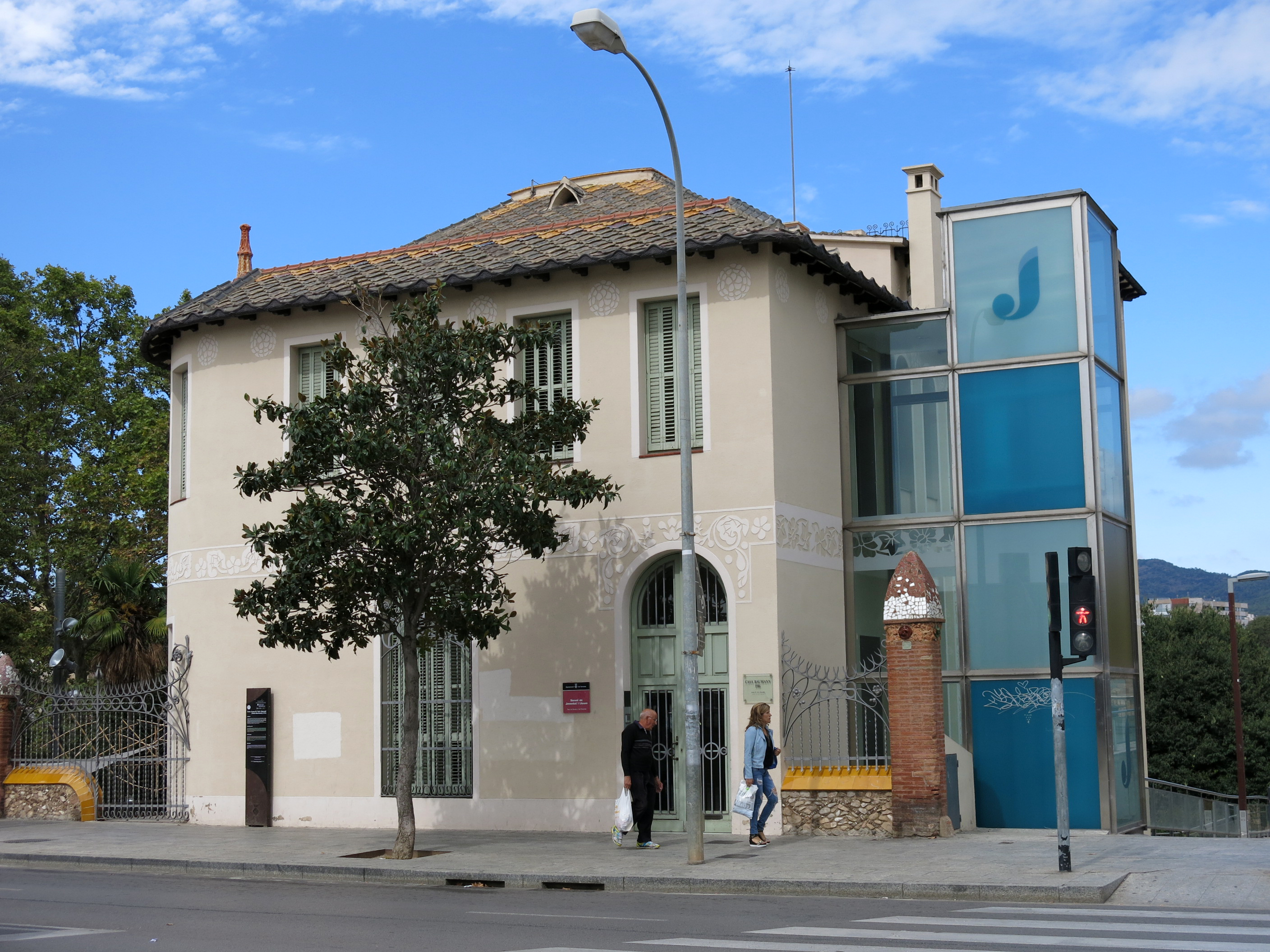
Vista exterior de la Casa Baumann, obra de Josep Maria Coll i Bacardí.

Josep Maria Coll i Bacardí (Barcelona, España, 23 de agosto de 1878-Tarrasa, 24 de marzo de 1917), fue un arquitecto modernista catalán con implantación profesional en Tarrasa desde 1911.

## Biografía
Coll i Bacardí obtuvo el título de arquitecto en 1907. Se desconocen los trabajos de su primer periodo, hasta que ganó la plaza de arquitecto municipal, mediante oposición, el 16 de noviembre de 1911 con un salario de 3000 pesetas. Tomó posesión del cargo el 1 de enero de 1912 y la familia decidió trasladarse desde Barcelona a Tarrasa. El matrimonio que, en aquel momento, tenía seis hijos, se instaló en un primer momento a una residencia situada en la calle Sant Quirze.{sfn|Meca Acosta|2010|p=3}}
Cuando se instalaron, Tarrasa tenía una población de 23 000 habitantes aproximadamente y disponía de una treintena de edificios industriales, un teatro, un hotel, una escuela industrial, y solo tres arquitectos registrados.
Cómo también hizo Lluís Muncunill en una ciudad en fuerte desarrollo urbanístico, desarrolló el lenguaje de la arquitectura de la época, un modernismo tardío con clara influencia en la Secesión de Viena dentro de la ciudad de Tarrasa, un municipio que contaba con grandes extensiones de terreno destinadas a ámbito industrial y, como la mayoría de ciudades industriales de la época, las viviendas se mezclaban con las grandes fábricas, lo cual comportaba grandes problemas de salubridad. Coll fue un personaje fuertemente comprometido con el bienestar social y sanitario.
Es en este contexto cuando en 1912, desde su condición de arquitecto municipal, realizó un proyecto de urbanización del Torrente de Vallparadís con el fin de destinarlo a parque municipal. Algunos industriales se construyeron su residencia (Casa Salvans, Torre Soteras). Se trataba de realizar un proyecto de urbanización del torrente de forma de ciudad jardín, un entorno alejado de la contaminación provenientes de la industrialización. Él mismo construyó la que tenía que ser su residencia familiar, la casa Coll i Bacardí, un gran edificio de 750 m² más popularmente conocida como Casa Baumann, el nombre de su segundo propietario, a quien la familia del arquitecto tuvo que vender la mansión después de la muerte prematura de este, en 1917.
Murió repentinamente de una afección pulmonar en Tarrasa, el 24 de marzo de 1917.